# Volta a Suïssa 2006
La Volta a Suïssa 2006, 70a edició de la Volta a Suïssa, és una cursa ciclista per etapes que es disputà entre el 10 i el 18 de juny de 2006. La cursa formava part del calendari UCI ProTour 2006.
El vencedor final fou l'alemany Jan Ullrich (T-Mobile Team), seguit del basc Koldo Gil (Saunier Duval-Prodir) i l'alemany Jörg Jaksche (Liberty Seguros-Würth).
El 2012, el TAS va sancionar Ullrich amb la pèrdua de resultats obtinguts entre el maig del 2005 i el mateix mes del 2007. Així va perdre aquesta victòria.

## Equips participants
| N.      | Cod. | Equip                          |
| ------- | ---- | ------------------------------ |
| 1-8     | EUS  | Euskaltel-Euskadi              |
| 11-18   | CSC  | Team CSC                       |
| 21-28   | PHO  | Phonak Hearing Systems         |
| 31-38   | TMO  | T-Mobile Team                  |
| 41-48   | CEI  | Caisse d'Epargne-Illes Balears |
| 51-58   | LAM  | Lampre-Fondital                |
| 61-68   | RAB  | Rabobank                       |
| 71-78   | LSW  | Würth Team                     |
| 81-88   | DSC  | Discovery Channel              |
| 91-98   | DVL  | Davitamon-Lotto                |
| 101-108 | QSI  | Quick Step-Innergetic          |

| N.      | Cod. | Equip                |
| ------- | ---- | -------------------- |
| 111-118 | GST  | Gerolsteiner         |
| 121-128 | SDV  | Saunier Duval-Prodir |
| 131-138 | COF  | Cofidis              |
| 141-148 | MRM  | Team Milram          |
| 151-158 | C.A  | Crédit Agricole      |
| 161-168 | LIQ  | Liquigas             |
| 171-178 | FDJ  | Française des Jeux   |
| 181-188 | BTL  | Bouygues Télécom     |
| 191-198 | A2R  | AG2R Prévoyance      |
| 201-208 | LPR  | Team LPR             |

## Resultats de les etapes
| Etapa    | Data       | Recorregut                           | Km  | Vencedor d'etapa | Líder de la general |
| -------- | ---------- | ------------------------------------ | --- | ---------------- | ------------------- |
| 1a etapa | 10 de juny | Baden - Baden                        | 154 | Tom Boonen       | Tom Boonen          |
| 2a etapa | 11 de juny | Bremgarten - Einsiedeln              | 165 | Daniele Contrini | Daniele Bennati     |
| 3a etapa | 12 de juny | Einsiedeln - Arlesheim (AUT)         | 160 | Nick Nuyens      | Nick Nuyens         |
| 4a etapa | 13 de juny | Niederbipp - La Chaux-de-Fonds       | 151 | Ángel Vicioso    | Nick Nuyens         |
| 5a etapa | 14 de juny | La Chaux-de-Fonds - Loèche-les-Bains | 210 | Steve Morabito   | Ángel Vicioso       |
| 6a etapa | 15 de juny | Fiesch - La Punt-Chamues-ch          | 210 | Koldo Gil        | Koldo Gil           |
| 7a etapa | 16 de juny | Saint-Moritz - Ascona                | 233 | Óscar Freire     | Koldo Gil           |
| 8a etapa | 17 de juny | Ambrì - Ambrì                        | 155 | Alberto Contador | Koldo Gil           |
| 9a etapa | 18 de juny | Chiètres - Berna (CRI)               | 30  | Jan Ullrich      | Jan Ullrich         |

## Classificacions finals

### Classificació general
|     | Ciclista         | Equip                | Temps       |
| --- | ---------------- | -------------------- | ----------- |
| DSQ | Jan Ullrich      | T-Mobile             | 38h 21' 36" |
| 2   | Koldo Gil        | Saunier Duval-Prodir | + 24"       |
| 3   | Jörg Jaksche     | Würth Team           | + 1'03"     |
| 4   | Ángel Vicioso    | Würth Team           | + 1'44"     |
| 5   | Janez Brajkovič  | Discovery Channel    | + 2'33"     |
| 6   | Frank Schleck    | Team CSC             | + 2'56"     |
| 7   | Linus Gerdemann  | T-Mobile             | + 3'31"     |
| 8   | Giampaolo Caruso | Würth Team           | + 4'20"     |
| 9   | Vladimir Karpets | Caisse d'Epargne     | + 4'27"     |
| 10  | Cadel Evans      | Davitamon-Lotto      | + 5'01"     |

|   | Ciclista        | Equip                | Punts |
| - | --------------- | -------------------- | ----- |
| 1 | Daniele Bennati | Lampre-Fondital      | 71    |
| 2 | Ángel Vicioso   | Würth Team           | 51    |
| 3 | Koldo Gil       | Saunier Duval-Prodir | 49    |
| 4 | Jörg Jaksche    | Würth Team           | 40    |
| 5 | Erik Zabel      | Team Milram          | 39    |

|   | Ciclista           | Equip            | Punts |
| - | ------------------ | ---------------- | ----- |
| 1 | Michael Albasini   | Liquigas         | 61    |
| 2 | Sven Montgomery    | Gerolsteiner     | 40    |
| 3 | Francesco Bellotti | Crédit Agricole  | 29    |
| 4 | Alberto Contador   | Würth Team       | 23    |
| 5 | Marco Fertonani    | Caisse d'Epargne | 23    |

|   | Ciclista          | Equip           | Punts |
| - | ----------------- | --------------- | ----- |
| 1 | Michael Albasini  | Liquigas        | 21    |
| 2 | Alberto Contador  | Würth Team      | 12    |
| 3 | Aliaksandr Vússau | AG2R Prévoyance | 12    |
| 4 | Beat Zberg        | Gerolsteiner    | 10    |
| 5 | Linus Gerdemann   | T-Mobile        | 9     |

|   | Equip                | Temps        |
| - | -------------------- | ------------ |
| 1 | Würth Team           | 115h 10' 46" |
| 2 | T-Mobile             | + 2'19"      |
| 3 | Saunier Duval-Prodir | + 9'21"      |
| 4 | Team CSC             | + 15'57"     |
| 5 | Discovery Channel    | + 19'16"     |